# Grymeus robertsi
Grymeus robertsi är en spindelart som beskrevs av Harvey 1987. Grymeus robertsi ingår i släktet Grymeus och familjen dansspindlar.
Artens utbredningsområde är Victoria, Australien. Inga underarter finns listade i Catalogue of Life.